# マルボルク城
座標: 北緯54度02分23秒 東経19度01分40秒 / 北緯54.03972度 東経19.02778度
マルボルク城（マルボルクじょう、ドイツ語：マリーエンブルク城またはマリエンブルク城、Ordensburg Marienburg、ポーランド語: Zamek w Malborku）は、中世にドイツ騎士団がプロイセン（ 現ポーランド、マルボルク市、ドイツ名：マリーエンブルク ）に建設した城である。
1997年12月に「マルボルクのドイツ騎士団の城」として世界遺産（文化遺産）に登録された。ノガット川下流の畔に位置する。

## 歴史

### 城の建設
1226年、ポーランドのコンラト1世 (マゾフシェ公)は異教徒プルーセン人に対する征討と教化に手を焼いて、クルムラント領有権と引き換えに当時ハンガリーにいたドイツ騎士団を招聘した。騎士団はプロイセンを征服し教皇とローマ王の両方から承認を得た騎士団は、1230年からプロイセンのキリスト教化を開始、その後プロイセンはドイツ騎士団国となり、騎士団は教皇の名の基にプロイセンを統治した。
マリーエンブルク城（マルボルク城）はこの期間にドイツ騎士団のバルト海沿岸地方征服の拠点として建設され、1274年に第一次建設が終わった。
1308年、騎士団がグダニスクとポメラニアを征服した後、マルボルクは重要なエリアとなった。エルブロンクから騎士団の事務所が移され、ヴェニスから来た騎士団総長が城の次の建設に着手した 1309年、騎士団国家の本部をプロイセンのマリーエンブルク城に移した。騎士の人数増加に伴い城は増築されていった。
1226年、ポーランド王国のマゾフシェ公コンラート1世は、マゾフシェ地方の北方に住む非キリスト教徒のプルーセン人をキリスト教に改宗させるために、当時ハンガリーから追放されることになっていたドイツ騎士団（チュートン騎士団）に対して北方への十字軍行動を要請した。ドイツ騎士団はプロイセンへの遠征を開始した。1235年にはコンラート1世が以前から組織していたドブジン騎士団を吸収して勢力を拡大した。1260年から1283年にかけて起こったプルーセン人の大蜂起を鎮圧したドイツ騎士団は、プルーセン人の有力者を殺害するか奴隷として売り飛ばし、神聖ローマ帝国や、ポーランド王国のマゾフシェ公国やマズーリ地方から人を呼び寄せてプロイセン殖民を開始した。
1306年ごろ、ポメラニア地方の領有権をめぐってポーランド王ヴワディスワフ1世はブランデンブルク辺境伯と対立した。ブランデンブルク人の影響をポメラニアから排除するため、ヴワディスワフ1世は自ら遠征するかわりにドイツ騎士団を傭兵としてポメラニアに遠征させた。これによってポーランド王国はブランデンブルク人を追い出すことに成功したが、この遠征の代金としてヴワディスワフ1世側が銀300マルクを支払う提案をしたのに対し、ドイツ騎士団は銀1万マルクを要求した。交渉が決裂するとドイツ騎士団はグダニスク（ダンツィヒ）を占領した。グダニスク市民はこれに反発、バルト・ドイツ人の商人を中心としてドイツ騎士団に対し蜂起を起こしたが、ドイツ騎士団はこれを残虐な方法で鎮圧し、ポメラニア全域を実質的な支配下に収めた。これによってポーランド王国のバルト海への出口がすべてドイツ騎士団に占有された。
ドイツ騎士団は1309年にテンプル騎士団をマリーエンブルク城に呼び寄せた。この地域におけるドイツ騎士団の領有権を認めないローマ教皇クレメンス5世はドイツ騎士団に対する素行調査を開始した。クレメンス5世はテンプル騎士団を異端として解散した。このころドイツ騎士団はポーランド王国との長い戦争状態に入った。
1337年、ドイツ騎士団は神聖ローマ帝国皇帝ルートヴィヒ4世がリトアニアとルーシの領有権を正式に承認したと主張した。以後、当時は非キリスト教国であったリトアニアは次第にドイツ騎士団からの攻撃にあうようになった。ドイツ騎士団は神聖ローマ帝国の貴族を観光客として呼び寄せ、リトアニアに侵入しては「人間狩り」を楽しんだ。彼らはリトアニア人を残虐な方法で殺害することを見世物にしたり、生け捕りにして奴隷として売ることで莫大な利益を得た。
ポーランド王国とドイツ騎士団との戦争はポーランド王国が優位に進め、1343年にはカリシュ和約が結ばれてドイツ騎士団は支配地域の一部をポーランドに明け渡した。しかしバルト海一帯にはドイツ騎士団の支配権が残った。
1397年には全プロイセンの貴族がポーランド王国と同盟した。一方、ドイツ騎士団は1407年には最大版図を獲得した。ポーランドとドイツ騎士団の戦争は頂点に達した。

### 決戦と城の攻防
ついに1410年、ドイツ騎士団に支配されていた地方のグルンヴァルト（ドイツ名：グリューンフェルデ）村とステンバルク（ドイツ名：タンネンベルク）村の間の草原で、ドイツ騎士団とポーランド・リトアニア連合軍の決戦が行われた。このグルンヴァルトの戦い（ドイツ名：タンネンベルクの戦い）ではポーランド・リトアニア連合の軍が決定的勝利を収め、ドイツ騎士団総長ウルリヒ・フォン・ユルギンゲンは合戦中に農民兵によって殺害され、ドイツ騎士団の高位の者もほとんどがここで命を落した。敗走した騎士団員は、ハインリヒ・フォン・プラウエンを新総長とし、ドイツ騎士団の防衛の要であったマリーエンブルク城に立て篭もった。
ポーランド・リトアニア連合軍はそのままマリーエンブルク城を包囲し兵糧攻めを開始したが、まもなく秋となった。ポーランド・リトアニア側は作物の収穫のため農民兵を解散せざるを得なくなり、この攻城戦の決着はつかなかった。その後、第一次トルニの和約がポーランド・リトアニア連合とドイツ騎士団との間で締結され、ドイツ騎士団領はポーランド王の支配下に入った。マリーエンブルク城はドイツ騎士団の居城として認められた。

### 15世紀から20世紀
1440年、近隣の都市、貴族、僧侶がプロイセン同盟を結成、ポーランド王国と同盟して、ドイツ騎士団と対立した。1453年、ポーランド王国はドイツ騎士団と再び戦争状態に入った。1457年にはマリーエンブルク城（マルボルク城）がポーランド王に明け渡された。ポーランド王国に抵抗したドイツ騎士団の残党は1460年までにはこの地方から一掃された。1466年にはポーランド王国がドイツ騎士団に最終的な勝利を収め、第二次トルニの和約によってこの地方一帯は全てポーランド王国の領土となった。
マルボルク城は1457年から1772年8月5日の第一次ポーランド分割によってこの地域がプロイセン王国領になるまでの315年間、ポーランド王の所有する城となり、1460年ごろからは歴代のポーランド王がこの地方を訪問する際の居館として使われ、さかんに増改築された。

スウェーデンとポーランドの三十年戦争の間に、1626年と1629年にはスウェーデンによりこの城は占拠され、次の大洪水時代に1656年から1660年の間、スウェーデンが城を再び占拠した。
1772年、この地はロシアとプロイセンによって、プロイセン王国領西プロイセンとなる。
1930年代初頭、城はアドルフ・ヒトラーによりヒトラーユーゲントやドイツ女子同盟の為に活用された。

### 現代

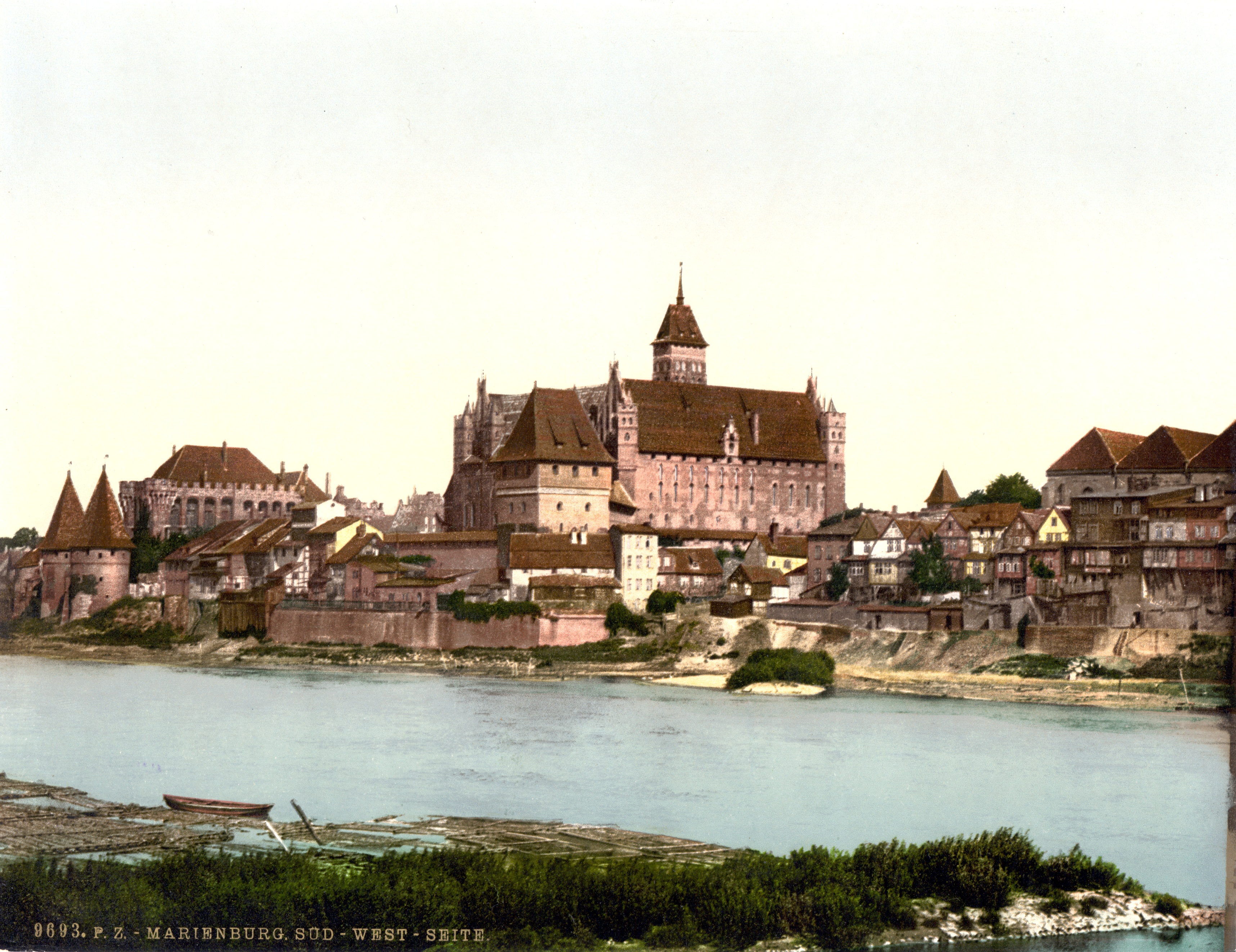
20世紀初頭に描かれたマリーエンブルク城

マリーエンブルク城は第二次世界大戦末期の1945年春、篭城したドイツ国防軍と攻勢をかけるソ連赤軍との激しい戦闘によって半分以上が破壊された。戦争が終結すると、ヤルタ協定によりマリーエンブルクが属していた東プロイセン南部はドイツ領からポーランド領になった（回復領）。その後マルボルク城（マリーエンブルク城）は、現在のところ大聖堂は未修復である。EUの歴史遺産保存の経済援助を受け、現在も修復作業は続けられている。
高城は、団長の宮殿であり、ここには60人の高官が居住していたと言われ、中城と低城には800人の兵士がいたと伝えられている。高城の中庭には、井戸があり上屋のてっぺんにはペリカンの像が取り付けられている。ペリカンは「食べ物が無いときには、自分の肉を子どもに与える」と言われ、このことを騎士達に示したものと言われた。
ドイツ騎士団はカトリック騎士修道会として現在も存続し、約1000人の会員がいる。
2012年9月、トリップアドバイザーの企画「バケットリスト」の「世界の名城25選」に選ばれた。

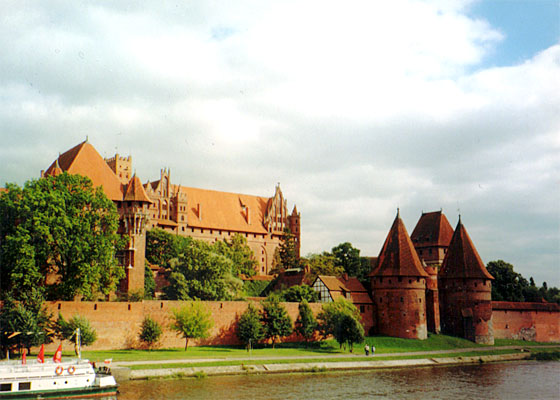
マルボルク城
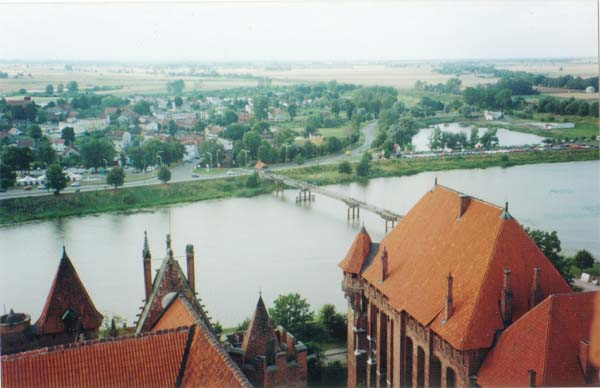
城からの景色

## 登録基準
この世界遺産は世界遺産登録基準のうち、以下の条件を満たし、登録された（以下の基準は世界遺産センター公表の登録基準からの翻訳、引用である）。
- (2) ある期間を通じてまたはある文化圏において、建築、技術、記念碑的芸術、都市計画、景観デザインの発展に関し、人類の価値の重要な交流を示すもの。
- (3) 現存するまたは消滅した文化的伝統または文明の、唯一のまたは少なくとも稀な証拠。
- (4) 人類の歴史上重要な時代を例証する建築様式、建築物群、技術の集積または景観の優れた例。